# Позериц
Позериц (њем. Poseritz) општина је у њемачкој савезној држави Мекленбург-Западна Померанија. Једно је од 42 општинска средишта округа Риген. Према процјени из 2010. у општини је живјело 1.132 становника. Посједује регионалну шифру (AGS) 13061027.

## Географски и демографски подаци
Позериц се налази у савезној држави Мекленбург-Западна Померанија у округу Риген. Општина се налази на надморској висини од 22 метра. Површина општине износи 40,1 km². У самом мјесту је, према процјени из 2010. године, живјело 1.132 становника. Просјечна густина становништва износи 28 становника/km².